# Alexander Ferdinand von Thurn und Taxis

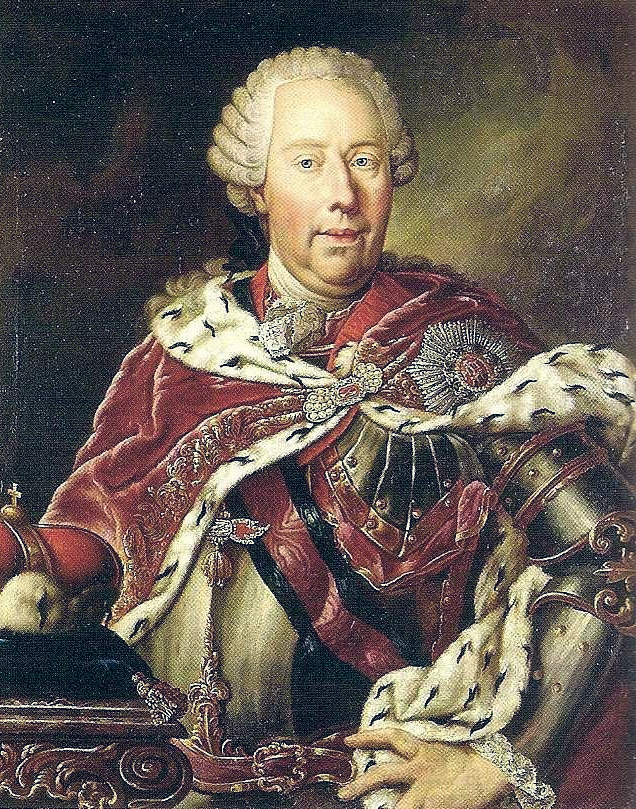
Zeitgenössisches Gemälde

Wappen des Fürstenhauses von Thurn und Taxis

Alexander Ferdinand von Thurn und Taxis (* 21. März 1704 in Frankfurt am Main; † 17. März 1773 in Regensburg) war der dritte Fürst von Thurn und Taxis und Generalerbpostmeister. In der Zeit von 1743 bis 1745 und von 1748 bis zu seinem Lebensende war er Prinzipalkommissar beim Immerwährenden Reichstag.

## Leben
Alexander Ferdinand war der älteste Sohn des Fürsten Anselm Franz von Thurn und Taxis. Nachdem er bereits in jungen Jahren intensiv auf sein späteres Amt als Generalerbpostmeister vorbereitet worden war, schloss er ein Jurastudium an. Im Jahre 1731 heiratete er Markgräfin Sophie Christine Luise von Brandenburg-Bayreuth, eine Schwägerin Friedrichs des Großen von Preußen, die 1739 starb. 1745 heiratete er Prinzessin Charlotte Louise de Lorraine, Gräfin von Lambesc († 1747) und 1750 in dritter Ehe Prinzessin Maria Henriette Josepha von Fürstenberg-Stühlingen.
In der Zeit von 1739 bis zu seinem Tod war er als Generalerbpostmeister im Heiligen Römischen Reich Leiter der Kaiserlichen Reichspost sowie der gepachteten Post in den Österreichischen Niederlanden.
Nachdem der Habsburger Kaiser Karl VI. 1740 gestorben war, stellte sich Alexander Ferdinand gegen dessen Erbin Maria Theresia und unterstützte stattdessen, auch finanziell, die Wahl des bayerischen Kurfürsten Karl Albrecht aus dem Hause Wittelsbach zum neuen Kaiser Karl VII. Nach der 1742 erfolgten Kaiserwahl Karls VII. zog er ihm mit einem Gefolge aus zwei Postmeistern, zwei Postverwaltern, sechs Postoffizianten und zwei Kurieren nach Mannheim entgegen, um ihn in die Krönungsstadt Frankfurt am Main zu geleiten. Nach der Verlagerung des Immerwährenden Reichstags von Regensburg nach Frankfurt und dem Rücktritt des bisherigen Prinzipalkommissars Joseph Wilhelm Ernst von Fürstenberg-Stühlingen schlug ihm der Kaiser im Sommer 1742 vor, das Amt zu übernehmen. Als der Wiener Hof davon erfuhr, sollte ihn der Gouverneur der Österreichischen Niederlande, in denen die Thurn und Taxis seit 1725 Pächter des Postgeneralat waren, verhaften, was jedoch nach Verhandlungen des Mainzer geistlichen Kurfürsten mit dem Haus Habsburg abgewendet werden konnte.
Unter Karl VII. übernahm Alexander Ferdinand mit Dekret vom 1. Februar 1743 bis zum Jahr 1745 erstmals das Amt des Prinzipalkommissars beim Immerwährenden Reichstag. Dieses Amt als Stellvertreter des Kaisers beim Immerwährenden Reichstag war sehr kostenintensiv und ein Zuschussunternehmen, da es gleichzeitig mit aufwändigen Repräsentationspflichten verbunden war. Karl VII. konnte zwar nicht die Schulden an Thurn und Taxis zurückzahlen, erhob aber am 2. Juli 1744 das Lehen des Reichspostgeneralats zum Thronlehen.

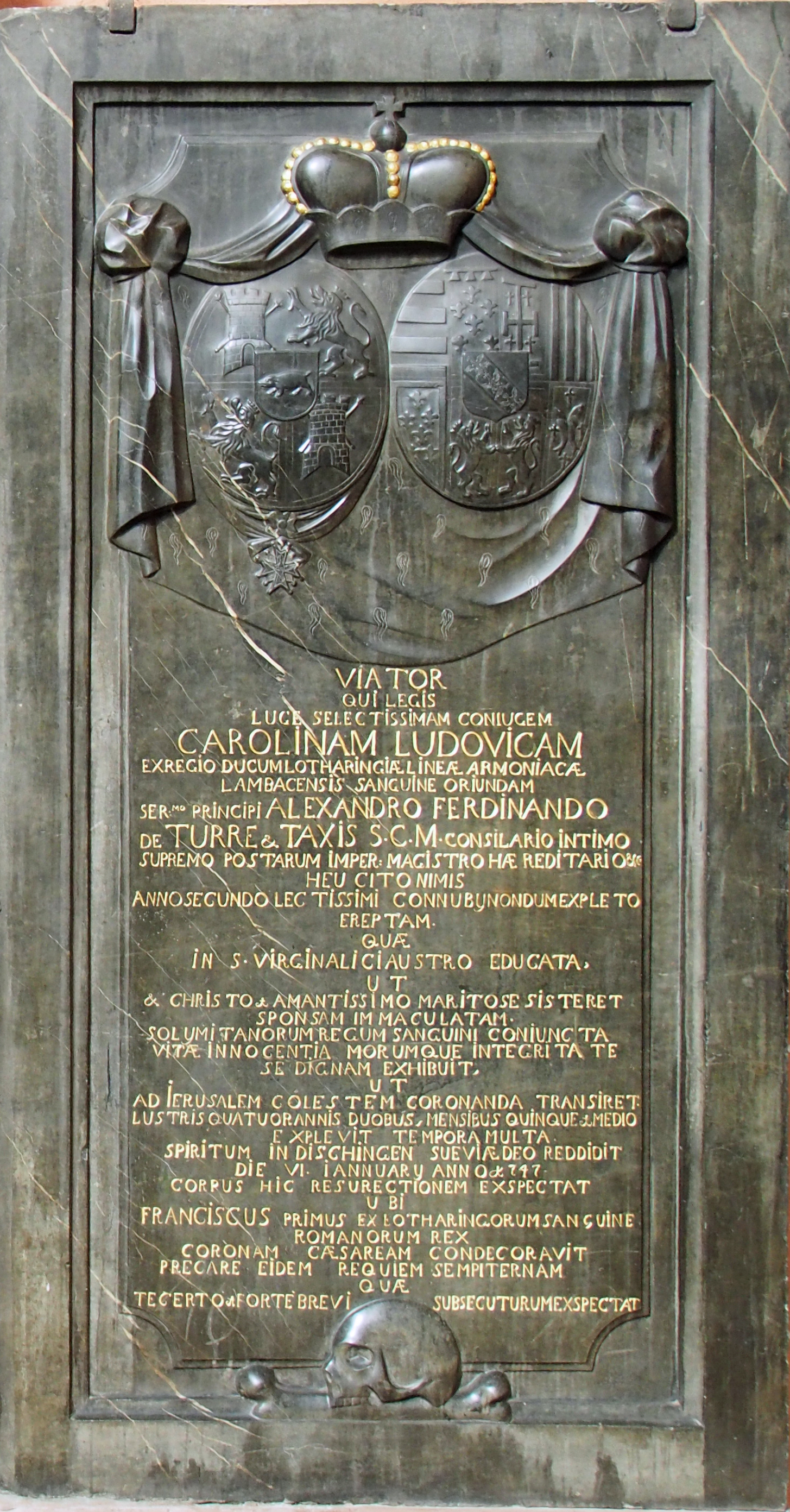
Epitaph Alexander Ferdinands von Thurn und Taxis im Kaiserdom St. Bartholomäus Frankfurt a. M.

Nach dem überraschenden Tod Kaiser Karls VII. im Januar 1745 und der Wahl von Maria Theresias Gemahl Franz Stephan von Lothringen zum Kaiser Franz I. wurde der Immerwährende Reichstag von Frankfurt nach Regensburg zurückverlagert, und Alexander Ferdinand verlor sein Amt. Erst nach aufwändigen Verhandlungen mit dem Wiener Hof und Zugeständnissen im Bereich der Post, wie der Einrichtung von Schwarzen Kabinetten zur Briefüberwachung und der Zusage, von Frankfurt nach Regensburg zu übersiedeln, wurde er am 15. Januar 1748 von Franz I. erneut zum Prinzipalkommissar ernannt. Aus diesem Grund erfolgte noch im selben Jahr die Verlagerung der Residenz der Thurn und Taxis von Frankfurt nach Regensburg.
Mit seinem feierlichen Einzug in Regensburg am 1. März 1748 begann Alexander Ferdinands zweite Amtsführung als Prinzipalkommissar und Stellvertreter des Kaisers beim Immerwährenden Reichstag. Die Regensburger Hofhaltung unterschied sich deutlich gegenüber der in Frankfurt, indem er vor allem seine Aufgabe als Prinzipalkommissar betonte. Er sorgte für die Zerstreuung und Belustigungen der Gesandten nach den Reichstagssitzungen, richtete Galasoupers aus, unterhielt eine eigene Hofmusikkapelle und berief verschiedene Musiker und Komponisten an seinen Hof, darunter Joseph Touchemoulin und František Xaver Pokorný. Ebenso unterhielt er ein Hoftheater im Ballhaus auf dem Ägidienplatz, in dem vor allem die französische Komödie gepflegt wurde.
Am 30. Mai 1754 wurde Alexander Ferdinand von Thurn und Taxis aufgrund der 1723 erworbenen Reichsherrschaft Eglingen in das Reichsfürstenkollegium aufgenommen, obwohl er über kein Fürstentum verfügte und nach Wolfgang Behringer als „Fürst ohne Land“ im Sinn des alten Lehnwesens galt. Beispielsweise protestierten verschiedene Reichsstände, wenn der Abgesandte des Hauses Thurn und Taxis bei Abstimmungen im Immerwährenden Reichstag sein Votum abgab.
Nach seinem Tod im Jahre 1773 übernahm sein Sohn aus erster Ehe Karl Anselm das Amt des Generalerbpostmeisters und Prinzipalkommissars.

## Nachkommen

### Aus erster Ehe
- Sophie Christine (1731–1731)
- Karl Anselm (1733–1805) ⚭ 1. mit Augusta Elisabeth Herzogin von Württemberg, 2. (morganatisch) Elisabeth Hildebrand von Train
- Luise Auguste Charlotte (1734–1735)
- Friedrich August (1736–1755)
- Ludwig Franz Karl Lamoral Joseph (1737–1738)

### Aus dritter Ehe
- Maria Theresia (1755–1810) ⚭ Ferdinand Graf von Ahlefeld-Langeland-Rixingen
- Josephine (* 1759, jung gestorben)
- Heinrich Alexander (* 1762, jung gestorben)
- Maria Anna Josepha (1766–1805)
- Maria Elisabeth (1767–1822) ⚭ 1. Karl Joseph Alois Fürst von Fürstenberg; 2. Joseph Freiherr von Lassberg
- Maximilian Joseph (1769–1831) ⚭ Maria Eleonora Prinzessin von Lobkowitz, Begründer der Böhmischen Linie und Stammvater der italienischen Principi della Torre e Tasso, Herzöge von Duino (seit 1923)